# 波良卡 (利維夫州)
49°44′13″N 23°50′6″E / 49.73694°N 23.83500°E
波良卡（羅馬化：Polianka）是烏克蘭西部的村莊，隸屬利維夫州的利維夫區。該村面積2.27平方公里，海拔高度288米，2001年人口471，人口密度每平方公里207.49人。